# Sergio González Jr.
Sergio González Solozabal (12 de enero de 1981, Estado de México) es un piloto y navegante de rally mexicano. Su padre es Sergio González, multicampeón nacional del Campeonato Mexicano de Rally.
González Jr. participó por primera vez en el rally como navegante de su padre en un campeonato de regularidad, coronándose campeón a la edad de 8 años.
En las temporadas 2001 y 2002 ganó el Campeonato de Regularidad Copa PAC y hasta 2006 ocupó diversas posiciones y podios en diferentes pruebas y categorías. En 2007 ganó el campeonato nacional como navegante de Benito Guerra Jr. y en 2008 y 2009 alcanzó respectivamente el primer lugar de la categoría N4 del Rally de México y el tercer lugar de navegantes del Rally NACAM con el mismo piloto.
En 2009 y 2010 fue el gerente de equipo del equipo Guerra Jr. Rally Team. Actualmente radica en Virginia, Estados Unidos.